# Савка аргентинська
Савка аргентинська (Oxyura vittata) — вид водних птахів родини качкових (Anatidae). Поширений в Південній Америці.

## Поширення
Савка аргентинська мешкає на півдні південноамериканського континенту. У Чилі трапляється від Атаками на південь до острова Чилое. На схід від Анд зустрічається в Аргентині від провінцій Ла-Ріоха і Сан-Хуан на південь до Вогняної Землі. Цей вид також гніздиться на схід від Рочі до Монтевідео в Уругваї. Після сезону розмноження вид, як і інші качки з півдня Південної Америки, мігрує взимку, досягаючи південної Бразилії, Парагваю та Болівії.

## Опис
Качки досягають довжини тіла приблизно від 35 до 40 см і ваги близько 640 г. Самиці та самці в позашлюбному оперенні від коричневого до чорного кольору з хвилястими плямами від жовто-коричневого до червонуватого. Під оком від основи темно-сірого дзьоба до потилиці проходить жовто-коричнева або білувата смуга, під якою лежить злегка плямиста темна смуга. Шия білувата, часто з темнішими плямами або потилицею. Черево сріблясто-біле з коричневими плямами, гомілки і ступні темно-сірі.
У шлюбному оперенні самець має повністю чорну голову. Тіло рудувато-каштанове, махові пір'я, хвіст і область між лопатками сажисто-коричневого до чорнуватого кольору. Черево плямисте брудно-біле, каштановий колір на спині іноді чітко переходить у колір живота. Дзьоб яскраво-блакитний, райдужка ока червонувато-коричнева. Лапи і ступні синьо-сірі.